# В голове ветер
«В голове ветер» — четвёртый студийный альбом российской музыкальной группы «Чи-Ли», выпущенный 21 ноября 2015 года независимо. Это был первый лонгплей коллектива после разрыва в 2013 году с лейблом Velvet Music, в связи с этим название его указано как Chi-Lli.

## Отзывы критиков
| Оценки критиков | Оценки критиков |
| Источник        | Оценка          |
| --------------- | --------------- |
| Apelzin         | [ 3 ]           |
| InterMedia      | [ 2 ]           |

В обзоре для «InterMedia» Алексея Мажаева оценил альбом на три балла и написал: «Возвращение Chi-Lli не станет столь же триумфальным, как дебют, но его можно назвать успешным. Аудитория успела крепко забыть о звучании группы, команда тоже отдохнула от шоу-бизнеса, перезагрузилась — и вернулась фактически „на новенького“. „Чи-Ли“ взяли те же ингредиенты, которые так поразили слушателей в момент дебюта (контральто, фламенко, фенечки) — и выяснилось, что мы по ним крепко соскучились. От того, что мы теперь точно знаем пол вокалиста, музыка не становится менее задорной и привязчивой, а хитовые треки „А потому“, „Северный ветер“ (тут у Ирины появляется ещё немыслимый акцент), „Опа“, „В голове ветер“ украсят эфиры любой поп-радиостанции. Альбом, правда, выглядит затянутым, но чувство меры никогда не было сильной стороной группы». Михаил Гладков из Musecube отметил бодрое начало, узнаваемый вокал Ирины Забияки, латинские мотивы, аккордеон, бодрую акустическую гитару, которые захватывают и поднимают настроение. Однако он отметил, что многие песни похожи друг на друга, что несколько усредняет альбом: «Кажется, что он идет ровной линией, без кардинальных всплесков. Не хочется говорить, что группа стоит на месте. Это просто верность своему пути». В журнале Apelzin заявили, что это лучший музыкальный релиз России уходящего года, главным плюсом которого стало возвращение группы к своему фирменному саунду, что, на взгляд рецензента, не является шагом назад, а напротив, подчёркивает разнообразие творчества одного из самых ярких коллективов поп-сцены на территории всего бывшего Союза.

## Список композиций
1. «Потому» — 3:48
2. «Северный ветер» — 3:57
3. «Ангел на моём плече» — 3:51
4. «Аргентина» — 4:01
5. «Мечты» — 3:43
6. «Моя религия» — 4:18
7. «Опа» — 3:08
8. «В голове ветер» — 3:21
9. «Бой» — 3:16
10. «Стрижка» — 3:42
11. «Песочные часы» — 3:24
12. «Буду» — 3:29
13. «Опа» — 3:37 — Sergei Karpov Remix
14. «Грусть» — 4:59
15. «Я желаю тебе» — 3:55
16. «Снег и солнце» — 5:14

## Видеоклипы
- 2014 — «Северный ветер»[5]
- 2015 — «Опа»[6]